# Санта-Моника
Санта-Мо́ника (англ. Santa Monica) — город в США, расположенный на западе округа Лос-Анджелес, штат Калифорния.
Город назван в честь Святой Моники, христианской святой и матери Аврелия Августина. Название обязано своим происхождением посещению этого места испанцами во время христианского праздника.
Граничит с заливом Тихого океана Санта-Моника на западе и следующими районами Лос-Анджелеса: Пасифик Палисайдс и Брентвуд — на севере, Западный Лос-Анджелес и Мар Виста — на востоке и Венеция (Venice) — на юге. Таким образом, за исключением Тихого океана на западе, Санта-Моника полностью окружена Лос-Анджелесом.
По итогам переписи 2010 года численность населения составляла 89 736 человек.

## История
Санта-Моника была частью территории американских индейцев из племени тонгва.
Санта-Моника известна с 1769 года, в котором испанский первопроходец Гаспар де Портола высадился на берег в районе современного бульвара Вилшир.

## География
Географические координаты Санта-Моники 34°1’19" с. ш., 118°28’53" з. д.
По данным Американского бюро переписи (United States Census Bureau), общая площадь Санта-Моники составляет 41,2 км², в том числе 21,4 км² — суша и 19,8 км² — водные пространства (48,08 %). Высота над уровнем моря — 32 м.

### Климат
Город расположен в зоне субтропического средиземноморского климата, как и большинство городов на побережье юга Калифорнии, благодаря чему для региона характерна мягкая, довольно влажная зима и теплое, даже жаркое, чаще всего засушливое лето.
Количество солнечных дней в году — 325.
Вследствие географического положения Санта-Моники, утренние туманы являются частым явлением в мае, июне и начале июля. В июне часто бывает облачно и прохладно, в то время как в Лос-Анджелесе может быть тепло и солнечно.
Дневная температура весной (апрель) составляет +20 °C. Летом температура на побережье поднимается до +30 °C. Сезон дождей (впрочем, довольно редких) может длиться с конца октября до середины марта. Зимой днем средняя максимальная температура составляет +17 °C.
Бризы, дующие с Тихого океана, делают воздух Санта-Моники более свежим и чистым по сравнению с континентальными районами Лос-Анджелеса.
| Показатель                    | Янв. | Фев. | Март | Апр. | Май  | Июнь | Июль | Авг. | Сен. | Окт. | Нояб. | Дек. | Год  |
| ----------------------------- | ---- | ---- | ---- | ---- | ---- | ---- | ---- | ---- | ---- | ---- | ----- | ---- | ---- |
| Абсолютный максимум, °C       | 29,0 | 32,0 | 32,0 | 33,0 | 34,0 | 33,0 | 33,0 | 35,0 | 34,0 | 37,0 | 38,0  | 32,0 | 38,0 |
| Средний суточный максимум, °C | 17,6 | 17,3 | 16,9 | 17,7 | 18,1 | 19,3 | 20,9 | 21,3 | 21,4 | 20,8 | 19,4  | 17,6 | 19,0 |
| Средняя температура, °C       | 14,1 | 14,1 | 14,2 | 15,0 | 16,0 | 17,4 | 18,9 | 19,3 | 19,2 | 18,1 | 16,1  | 14,1 | 16,3 |
| Средний суточный минимум, °C  | 10,5 | 10,8 | 11,4 | 12,4 | 13,9 | 15,6 | 17,0 | 17,3 | 16,9 | 15,4 | 12,8  | 10,4 | 13,7 |
| Абсолютный минимум, °C        | 1,0  | 2,0  | 1,0  | 4,0  | 6,0  | 7,0  | 9,0  | 11,0 | 7,0  | 6,0  | 3,0   | 1,0  | 1,0  |
| Норма осадков, мм             | 68   | 82   | 40   | 12   | 5    | 1    | 0    | 0    | 3    | 14   | 25    | 41   | 295  |
| Температура воды, °C          | 14   | 14   | 14   | 14   | 14   | 15   | 17   | 17   | 18   | 17   | 16    | 15   | 15   |
| Источник: NWS                 |      |      |      |      |      |      |      |      |      |      |       |      |      |

## Население

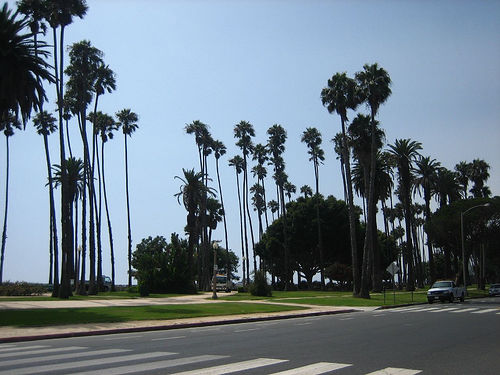
Санта-Моника

Согласно данным переписи населения 2000 года в городе насчитывалось 84 084 жителей, 44 497 домохозяйств и 16 775 семей. Плотность населения, таким образом, составляла 3930,4 человека на км². Расовый состав населения города был таков: 78,29 % белые, 3,78 % афроамериканцы, 0,47 % индейцы, 7,25 % азиаты, 0,10 % — представители коренного населения островов Тихого океана, 5,97 % — представители иных рас. 13,44 % населения определяли своё происхождение как испанское (латиноамериканское).
Из 44 497 домохозяйств на дату переписи 15,8 % имели детей, 27,5 % были женатыми парами, 7,5 % возглавлялись матерями-одиночками и 62,3 % не являлись семьями. 51,2 % домашних хозяйств было образовано одинокими людьми. Среднее количество людей в домашнем хозяйстве составляло 1,83.
Возрастной состав населения: 14,6 % — младше 18 лет, 6,1 % от 18 до 24 лет, 40,1 % от 25 до 44 лет, 24,8 % от 45 до 64 лет и 14,4 % — 65 лет и старше. Средний возраст — 39 лет. На каждые 100 женщин приходится 93,0 мужчин. Средний годовой доход мужчины составлял в 2000 году $55 689, женщины — $42 948.

## Транспорт
Трансконтинентальная трасса I-10 берет своё начало в Санта-Монике недалеко от океана и ведёт на восток. Санта-Моника имеет свою собственную автобусную компанию Big Blue Bus (Большой Синий Автобус), которая также обслуживает Западный Лос-Анджелес, Пасифик Палисайдс, Венецию и территорию Калифорнийского университета в Лос-Анджелесе (UCLA).
В Санта-Монике есть свой аэропорт — Аэропорт Санта-Моники.

## Экономика
В Санта-Монике расположено несколько крупных предприятий: компании по производству видеоигр «Activision» и «Naughty Dog», дочерняя компания LowerMyBill.com, Experian, Business.com, филиалы Apple, Майкрософт, Yahoo, Google, Universal Music Group, Hulu и MTV.
Из прежних компаний можно назвать «Дуглас Эиркрафт» (Douglas Aircraft), поглощённый Боингом, и «MySpace» (теперь расположен в Беверли-Хиллз).

## Культура и развлечения

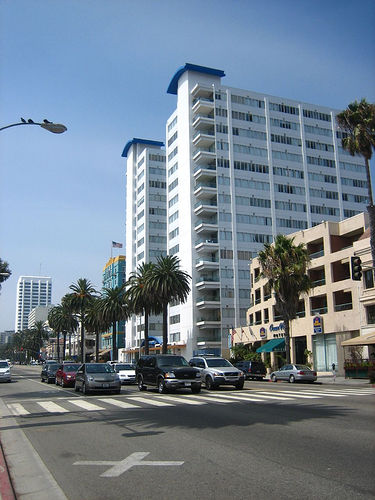
Санта-Моника. Центр города

В Санта-Монике расположены несколько музеев: Музей Наследия (Santa Monica Heritage Museum), Музей Искусств (Santa Monica Museum of Art). С 1961 по 1968 год в городском концертном зале (Santa Monica Civic Auditorium) проходили церемонии вручения премии Оскар.
Старейший кинотеатр Санта-Моники «Majestic» закрыт после землетрясения 1994 года. На конец октября 2010 года в Санта Монике работает пять кинотеатров, два из которых (Aero Theater и Criterion Theater) были построены ещё в 30-е годы.
В Санта-Монике живёт больше выходцев из Великобритании и Ирландии, чем во всем Лос-Анджелесе, поэтому в городе много британских и ирландских пабов. Во многих из них, помимо американского футбола, показывают матчи Английской премьер-лиги.
В самом начале Колорадо-авеню находится знаменитый Пирс Санта-Моники, существующий уже более ста лет. Каждую осень в парке Santa Monica Pier проходит фестиваль «Вкус Санта-Моники», во время которого можно попробовать еду и напитки, приготовленные в местных ресторанах.

## Города-побратимы
- Масатлан (исп. Mazatlán), Мексика;
- Хамм (нем. Hamm), Германия;
- Фудзиномия (яп. 富士宮市), Япония.